# Grandeyrolles
Grandeyrolles est une commune française, située dans le département du Puy-de-Dôme en région Auvergne-Rhône-Alpes.
Ses habitants, au nombre de 53 au recensement de 2022, sont appelés les Grandeyrollais et Grandeyrollaises.

## Géographie
La commune de Grandeyrolles, dont le bourg est situé sur le flanc du Puy de Grandeyrolles, se trouve dans ce que les géographes appellent les pays coupés, c'est-à-dire ceux qui font la jonction entre la riche plaine de la Limagne et les montagnes d'origine volcanique de la chaîne des Puys et des Dores (Puy de Dôme, Puy de Sancy…).
|                |               | Montaigut-le-Blanc |
| Saint-Nectaire | Grandeyrolles |                    |
|                | Verrières     | Creste             |

Elle est comprise entre la Couze Chambon et le ruisseau du ravin de Quinsat, avec un relief extrêmement tourmenté : ravins, promontoires escarpés et rares plateaux sur lesquels se sont établies, de vieille date, de pauvres exploitations, dont les produits étaient fréquemment dévastés par les orages et autres intempéries, vu la déclivité des sols.
Grandeyrolles ne fut donc jamais une commune prospère et sa population resta fort limitée : un maximum de 143 habitants en 1872, un minimum de 49 en 1982. En 2017, elle en compte une soixantaine, auxquels s'ajoutent de nombreux résidents secondaires. Il n'y a plus, dans cette commune, de bâtiments à vendre, tout a été restauré et le village fait désormais l'admiration des nombreux randonneurs qui parcourent ses sentiers réputés.
Sans commerce (hormis l'auberge du Rivalet, excentrée), sans artisan, la commune est devenue un lieu de villégiature pour ses retraités et pour quelques plus jeunes travaillant à Clermont ou dans les villes avoisinantes.
Une randonnée pédestre balisée dite « le Ravin de Quinsat », d'une durée de 2 h 30, permet d'admirer de magnifiques paysages panoramiques sur les monts du Forez et sur le Puy de Sancy. Par ailleurs, la balade se termine par un passage au pied de la tour de Rognon, vestige d'un château du XIIe siècle, dont cette tour est le seul souvenir.[pertinence contestée]

### Climat
Pour des articles plus généraux, voir Climat d'Auvergne-Rhône-Alpes et Climat du Puy-de-Dôme.
En 2010, le climat de la commune est de type climat des marges montagnardes, selon une étude du Centre national de la recherche scientifique s'appuyant sur une série de données couvrant la période 1971-2000. En 2020, Météo-France publie une typologie des climats de la France métropolitaine dans laquelle la commune est exposée à un climat de montagne ou de marges de montagne et est dans la région climatique  Nord-est du Massif Central, caractérisée par une pluviométrie annuelle de 800 à 1 200 mm, bien répartie dans l’année. 
Pour la période 1971-2000, la température annuelle moyenne est de 9,5 °C, avec une amplitude thermique annuelle de 15,3 °C. Le cumul annuel moyen de précipitations est de 844 mm, avec 10,1 jours de précipitations en janvier et 7,6 jours en juillet. Pour la période 1991-2020, la température moyenne annuelle observée sur la station météorologique de Météo-France la plus proche, « Plauzat_sapc », sur la commune de Plauzat à 9 km à vol d'oiseau, est de 11,3 °C et le cumul annuel moyen de précipitations est de 606,8 mm,. Pour l'avenir, les paramètres climatiques de la commune estimés pour 2050 selon différents scénarios d'émission de gaz à effet de serre sont consultables sur un site dédié publié par Météo-France en novembre 2022.

## Urbanisme

### Typologie
Au 1er janvier 2024, Grandeyrolles est catégorisée commune rurale à habitat très dispersé, selon la nouvelle grille communale de densité à sept niveaux définie par l'Insee en 2022.
Elle est située hors unité urbaine. Par ailleurs la commune fait partie de l'aire d'attraction de Clermont-Ferrand, dont elle est une commune de la couronne,. Cette aire, qui regroupe 209 communes, est catégorisée dans les aires de 200 000 à moins de 700 000 habitants,.

### Occupation des sols
L'occupation des sols de la commune, telle qu'elle ressort de la base de données européenne d’occupation biophysique des sols Corine Land Cover (CLC), est marquée par l'importance des forêts et milieux semi-naturels (59,8 % en 2018), une proportion identique à celle de 1990 (59,8 %). La répartition détaillée en 2018 est la suivante : forêts (42,6 %), zones agricoles hétérogènes (23,7 %), milieux à végétation arbustive et/ou herbacée (17,2 %), prairies (16,5 %). L'évolution de l’occupation des sols de la commune et de ses infrastructures peut être observée sur les différentes représentations cartographiques du territoire : la carte de Cassini (XVIIIe siècle), la carte d'état-major (1820-1866) et les cartes ou photos aériennes de l'IGN pour la période actuelle (1950 à aujourd'hui).

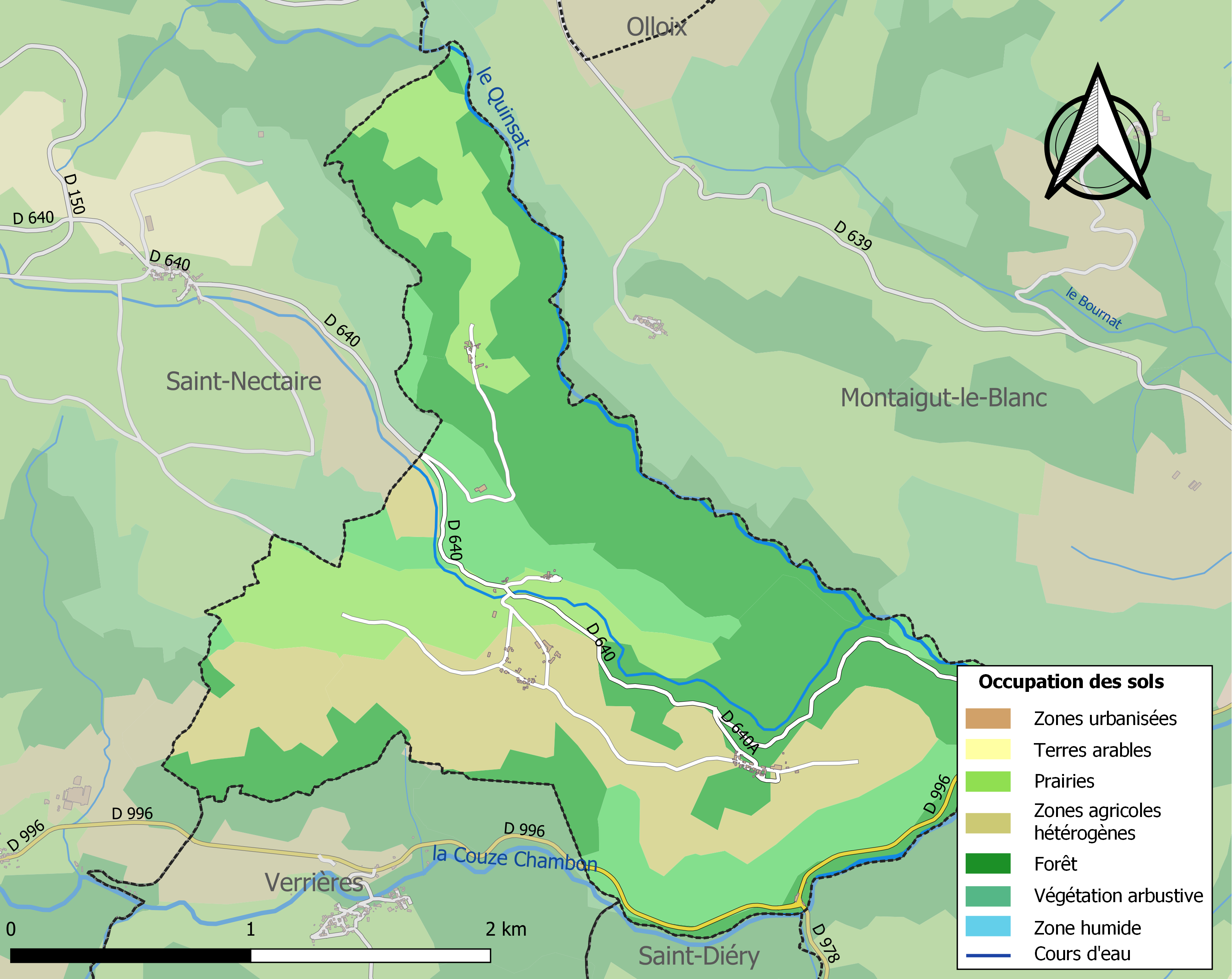
Carte des infrastructures et de l'occupation des sols de la commune en 2018 (CLC).

## Toponymie
Grandeirolas en occitan.

## Histoire
La présence humaine est attestée dans les abris sous roche vers 20 000 à 15 000 av. J.-C., au-dessus du hameau de Thônes-le-Vieux, où plus de 200 pièces archéologiques ont été mises au jour.
L'église Saint-Loup, qui aurait été implantée vers le XIe siècle, sur un très ancien lieu de culte par un baron de Montrognon. Des documents en latin, de 1267, attestent le partage entre deux frères, co-seigneurs de Montaigut-le-Blanc. L'un d'eux a bâti le château en bois dont subsiste, seul, le donjon de la tour de Rognon vers le XIIIe siècle.
La commune n'a pas été marquée par des faits historiques notables. Elle fut de tout temps plutôt miséreuse mais toujours paisible.

## Politique et administration
| Période                                  | Période                    | Identité           | Étiquette | Qualité      |
| ---------------------------------------- | -------------------------- | ------------------ | --------- | ------------ |
| Les données manquantes sont à compléter. |                            |                    |           |              |
|                                          |                            |                    |           |              |
| 1800                                     | 1817                       | Bellot Antoine     |           | laboureur    |
| 1817                                     | 1822                       | Malsang Guillaume  |           | laboureur    |
|                                          |                            |                    |           |              |
| mars 2001                                | mars 2014                  | Odette Fradet      | SE        | retraité BDF |
| mars 2014 (réélue en 2020)               | En cours (au 17 août 2020) | Nathalie Grégoire, |           | Agricultrice |

## Population et société

### Démographie
L'évolution du nombre d'habitants est connue à travers les recensements de la population effectués dans la commune depuis 1793. Pour les communes de moins de 10 000 habitants, une enquête de recensement portant sur toute la population est réalisée tous les cinq ans, les populations de référence des années intermédiaires étant quant à elles estimées par interpolation ou extrapolation. Pour la commune, le premier recensement exhaustif entrant dans le cadre du nouveau dispositif a été réalisé en 2005.

En 2022, la commune comptait 53 habitants, en stagnation par rapport à 2016 (Puy-de-Dôme : +2,1 %, France hors Mayotte : +2,11 %).
| 1793 | 1800 | 1806 | 1821 | 1831 | 1836 | 1841 | 1846 | 1851 |
| ---- | ---- | ---- | ---- | ---- | ---- | ---- | ---- | ---- |
| 117  | 142  | 131  | 127  | 83   | 113  | 119  | 118  | 113  |

| 1856 | 1861 | 1866 | 1872 | 1876 | 1881 | 1886 | 1891 | 1896 |
| ---- | ---- | ---- | ---- | ---- | ---- | ---- | ---- | ---- |
| 105  | 128  | 135  | 143  | 141  | 116  | 142  | 142  | 139  |

| 1901 | 1906 | 1911 | 1921 | 1926 | 1931 | 1936 | 1946 | 1954 |
| ---- | ---- | ---- | ---- | ---- | ---- | ---- | ---- | ---- |
| 136  | 119  | 106  | 95   | 96   | 99   | 89   | 80   | 80   |

| 1962 | 1968 | 1975 | 1982 | 1990 | 1999 | 2005 | 2006 | 2010 |
| ---- | ---- | ---- | ---- | ---- | ---- | ---- | ---- | ---- |
| 75   | 57   | 53   | 49   | 60   | 53   | 60   | 61   | 61   |

| 2015 | 2020 | 2022 | - | - | - | - | - | - |
| ---- | ---- | ---- | - | - | - | - | - | - |
| 54   | 53   | 53   | - | - | - | - | - | - |

## Culture locale et patrimoine

### Lieux et monuments

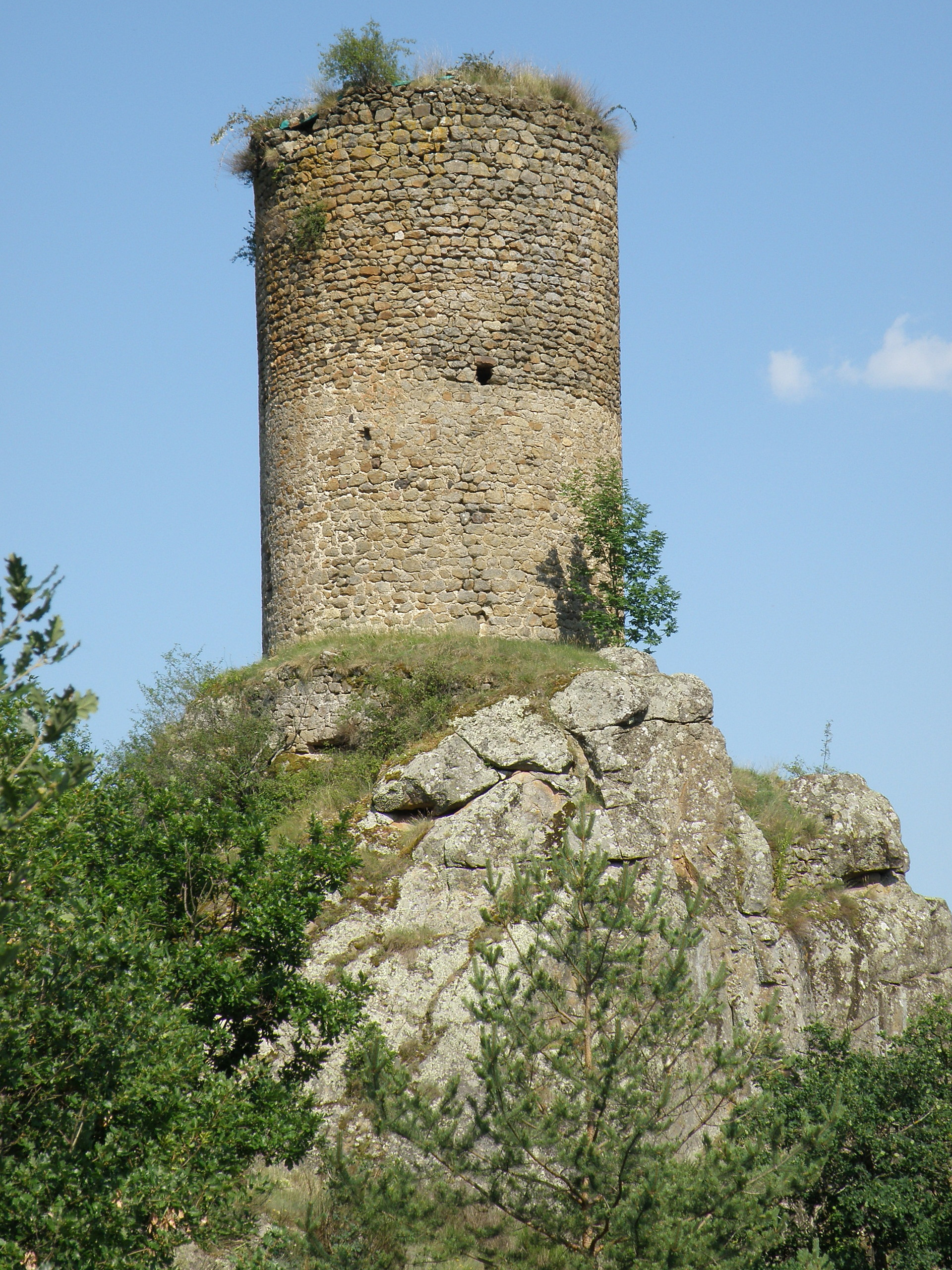
Tour de Rognon.

- Église Saint-Loup de Grandeyrolles, d'architecture romane, datant de la fin du XIe, Monument historique en raison de son ancienneté. Magnifique couverture en lauzes (réfection en 2002), clocher à peigne. Aurait été fondée par un baron de Montroyon.
- Tour du XIIIe, dite de Rognon, donjon en pierres, restant d'un château en bois. Trouve son origine dans un partage au sein des seigneurs de Montaigut-le-Blanc vers 1246[Note 3],[18].
- Ancien mur de fortification, érigé pendant les guerres de Religion (?), au-dessus du village de Thônes-le-Vieux.
- Abris sous roche, au-dessus du même village, fouillés par des archéologues clermontois (Desrut et Déret, vers 1938-1939), puis par Marie Perpère (CNRS) (vers 1967-1969). Près de 200 pièces ont été trouvées : microburin, lames à dos, scies en silex, cupules, sagaie… datant du Magdalénien, fin du Paléolithique (15 000 à 10 000 av. J.-C.).

### Grandeyrolles dans les arts
Grandeyrolles est citée (orthographiée « Grantdeyrolles ») dans le poème d’Aragon, Le Conscrit des cent villages, écrit comme acte de Résistance intellectuelle de manière clandestine au printemps 1943, pendant la Seconde Guerre mondiale.

### Héraldique
| Blason de Grandeyrolles | Blason  | Tiercé en pairle renversé : au 1 de sinople à une tour [du lieu : tour de Rognon] d'or, ajourée et maçonnée de sable, au 2 de gueules au lion de vair, au 3 d'argent à la burelle ondée d'azur abaissée, surmontée d'un loup marchant de sable langué de gueules. |
| Blason de Grandeyrolles | Détails | Créé par JF Binon. Site de l'Annuaire des Collectivités, 2025. |